# 松田実里
松田 実里（まつだ みさと、1989年1月13日 - ）は、日本のタレント、女優である。東京都出身。サンミュージックブレーンに所属していた。

## 人物
- かつてはムーン・ザ・チャイルドに所属していた[2]。
- 趣味は、食べ歩き・筋トレ・一人で歩き回る・人の話を聞く・読書・音楽鑑賞。
- 特技は、歌・ダンス（タップ・日舞・バレエ・ヒップホップ）。
- 2021年5月12日にSNSにて結婚の報告をした。

## 出演

### テレビドラマ
- 星ひとつの夜（2006年、フジテレビ）
- 受験の神様 第7話（2007年、日本テレビ）
- おばさんデカ 桜乙女の事件帖 ファイナル（2007年、フジテレビ）
- おいしいごはん 鎌倉・春日井米店（2007年、テレビ朝日）
- 芸者小春姐さん奮闘記5 別れ舞殺人事件（2008年、テレビ東京）
- Cafe吉祥寺で 第20話（2008年、テレビ東京）
- 執事喫茶にお帰りなさいませ 第3話（2009年、毎日放送）
- 7万人探偵ニトベ 第5話（2009年、BS朝日）
- 華和家の四姉妹 第3話（2011年、TBS）
- 温泉 (秘) 大作戦12（2013年、朝日放送） - 市川瞳 役

### 舞台
2011年 - 2014年
- Air studioプロデュース「十二人の怒れる女」（2011年1月19日 - 23日、東日本橋・アクアスタジオ）
- Air studioプロデュース「GO,JET!GO!GO! -vol.1-」（2014年3月25日 - 31日、アクアスタジオ） - Bチーム
- Air studioプロデュース「GO,JET!GO!GO! -VOL.1+VOL.2-」（2014年5月23日 - 6月1日、アクアスタジオ） - Cチーム
- Air studioプロデュース「GO,JET!GO!GO! Vol.3 -Mr.Moooon Light- Apple Tale version」（2014年3月20日 - 24日、アクアスタジオ） - Bチーム
- シアターKASSAIプロデュース「6C×BCS -夏のショートストーリーズ-」（2014年8月20日 - 31日、池袋・シアターKASSAI）
- Air studioプロデュース「GO,JET!GO!GO! vol.4 -Last Dance For Me! Me! Meee!-」（2014年9月25日 - 10月6日、アクアスタジオ） - Cチーム
- 劇団6番シード「メイツ! -ブラウン管の向こうへ-」BLUEメイツバージョン（2014年10月29日 - 11月9日、池袋・シアターKASSAI） - ラン 役
- Air studioプロデュース「GO,JET!GO!GO! -vol.6- -追憶のブルージーン・クリスマス-」（2014年12月12日 - 25日、アクアスタジオ）

2015年
- 劇団空感エンジン「吉橋信夫 始まります」（2015年1月14日 - 19日、両国・エアースタジオ） - B班
- 劇団空感エンジン「スキスキスナック2 -スナックへ飲みに行こう-」A班（2015年1月29日 - 2月2日、エアースタジオ） - みほ 役
- 劇団空感エンジン「解体OK」（2015年2月18日 - 23日、エアースタジオ） - A班
- Air studioプロデュース「GO,JET!GO!GO!vol.7 -そんなヒロシに騙されて-」（2015年3月12日 - 22日、アクアスタジオ） - Bチーム
- 劇団空感演人「SAKURA」（2015年4月1日 - 6日、エアースタジオ） - C班
- 劇団空感演人「LIFE -未来のあなたの為に-」（2015年4月29日 - 5月4日、エアースタジオ） - A班
- Air studioプロデュース「GO,JET!GO!GO! ZERO」（2015年5月21日 - 31日、アクアスタジオ） - Bチーム
- アリスインプロジェクト「魔銃ドナー」星組（2015年6月24日 - 7月5日、池袋・シアターKASSAI） - バトラエル 役
- Air studioプロデュース「GO,JET!GO!GO!vol.5 -涙のドライマティーニ ガールズにライバル出現!?-」（2015年8月14日 - 23日、アクアスタジオ） - Aチーム
  - 追加公演（2015年8月20日） - Eチーム

- 劇団空感演人「スキスキスナック3 -スナックへ飲みに行こう-」A班（2015年9月10日 - 14日、エアースタジオ） - 久美 役
- Air studioプロデュース「GO,JET!GO!GO!vol.8 -想い出のFacebook Lovers-」（2015年10月1日 - 12日、アクアスタジオ） - Bチーム
- アリスインプロジェクト「新・戦国降臨ガール」武の組（2015年10月21日 - 25日、新宿・スペース・ゼロ） - 明智光秀 役

2016年
- 劇団6番シード「メイツ!」（2016年1月27日 - 31日、新馬場・六行会ホール） - ラン 役
- アリスインプロジェクト「戦国降臨ガール・インターナショナル」（2016年3月11日 - 13日、香港・同流黑盒劇場） - 渾沌 役
- 劇団空感演人「スキスキ×スナック4〜スナックに飲みに行こう〜」B班（2016年4月7日 - 11日、両国・エアースタジオ） - ママ 役
- チームまん○「GUNMAN JILL」（2016年4月21日 - 24日、大塚・萬劇場） - ジーニー 役
- 劇団空感演人「Juliet」B班（2016年5月4日 - 9日、両国・エアースタジオ） - 芹沢彩 役
- Office54「23区女子」（2016年5月27日 - 30日、座・高円寺2） - 葛飾区 役
- 劇団空感演人「それゆけ! 遠山一座〜橋田、恋いしたってよ、メンソーレ! 沖縄公演篇〜」B班（2016年6月8日 - 13日、両国・エアースタジオ） - 橋田 役
- アリスインプロジェクト「時空警察クロノゲイザー」時組（2016年7月6日 - 10日、新馬場・六行会ホール） - ユナ 役
- アリスインプロジェクト「戦国降臨ガールインターナショナルTOKYO・完全版」（2016年10月7日 - 10日、築地・ブディストホール） - 渾沌 役
- Bobjack theater「ノッキン オン ヘブンズ ドア」Bチーム（2016年12月7日 - 12月18日、池袋・シアターKASSAI） - 賢木幹 役

2017年
- 爆走おとな小学生「46億年ゼミ」（2017年1月12日 - 15日、中目黒キンケロシアター） - お里、虎 2役
- Air studioプロデュース「GO,JET!GO!GO!vol.10 -渚のバンドエイド-」Cチーム（2017年2月11日 - 18日、東日本橋・AQUAstudio） - 夏代 役
- Air studioプロデュース「Go,jet!Go!Go!vol.1」Aチーム（2017年3月1日 - 5日、東日本橋・AQUAstudio） - 美月 役
- Air studioプロデュース「Go,jet!Go!Go!vol.1」Cチーム（2017年4月8日 - 15日、東日本橋・AQUAstudio） - 美月 役
- Southern’X「星空ハーモニー」♯チーム（2017年4月18日 - 23日、CBGKシブゲキ!!） - 宍倉陽子 役

- 「ファミリーミュージカル『きかんしゃトーマスソドー島のたからもの』」 - ケン 役
  - 神奈川公演（2017年5月3日、神奈川県民ホール）
  - 愛知公演（2017年5月4日、日本特殊陶業市民会館）
  - 島根公演（2017年5月6日、島根県芸術文化センター）
  - 山口公演（2017年5月7日、ルネッサながと）
  - 長野公演（2017年9月9日、ホクト文化ホール）
  - 石川公演（2017年9月10日、本多の森ホール）
  - 静岡公演（2017年9月16日、裾野市民文化センター）
  - 和歌山公演（2017年9月18日、和歌山県民文化会館）
  - 千葉公演（2017年9月30日、四街道市文化センター）
  - 栃木公演（2017年12月16日、佐野市文化会館）

- 劇団6番シード「ごめんなさいが言えない人々」（2017年6月7日 - 11日、池袋・シアターKASSAI） - 高畠美伽 役
- シズカ式「日本橋ドロップス」（2017年7月6日 - 10日、東日本橋・AQUA studio）
- 劇団空感演人「銀河旋律」A班（2017年7月26日 - 31日、両国・Air studio） - ヤマノウエ 役
- なんかやる制作委員会「空想ペルクライム／Les Nankayaru」（2017年8月24日 - 27日、中目黒キンケロシアター）
- Air studioプロデュース「Go,Jet!Go!Go!vol.4〜Last Dance For Me! Me! Meeee!〜」Bチーム（2017年10月9日 - 15日、東日本橋・アクアスタジオ） - 早紀 役
- チームまん○「一万個〜いちまんこ〜」（2017年10月25日 - 29日、大塚・萬劇場）
  - 大事なところが男版 - 悪魔ボス大魔王 役
  - 大事なところが女版 - 天使セロト 役

- Air Studio「いや、ばれるで、こりゃ。」（2017年11月8日 - 12日、新宿・スターフィールド） - Aチーム 鈴木とめ 役
- しまぁ～ん共和国「ファインドハント2〜笑いは我が命〜」（2017年11月28日 - 12月3日、新宿村LIVE） - 木下・社長秘書 2役
- Bobjack theater「ホーム スイート ホーム〜はじまり駅のおしまいの日〜」（2017年12月28日 - 31日、大塚・萬劇場） - 田野畑小雪 役

2018年
- イルカ団!「ARSENE LUPIN」（2018年1月30日 - 2月4日、ウッディシアター中目黒） - ソニア 役
- 劇団わ「ボク達ノ革命」（2018年2月8日 - 12日、中目黒キンケロシアター） - 椿 役
- 放課後ビアタイム「余寒見舞い申し上げます。」（2018年3月11日、十条・スタジオトルク） - 日替わりゲスト カオナシ 役
- 「ファミリーミュージカル『きかんしゃトーマスソドー島のたからもの』」 - ケン 役
  - 神奈川公演（2018年3月3日、相模原市民会館）
  - 愛知公演
    - （2018年3月4日、日本特殊陶業市民会館）
    - （2018年3月10日、常滑市民文化会館）

  - 山形公演（2018年3月17日、やまぎん県民ホール）
  - 岩手公演（2018年3月18日、盛岡市民文化ホール）
  - 岐阜公演（2018年3月21日、不二羽鳥文化センター）
  - 北海道公演
    - （2018年8月9日、室ガス文化センター）
    - （2018年8月11日、裾野市民文化センター）
    - （2018年8月12日、北見市民会館）

  - 大阪公演（2018年8月18日、寝屋川市立市民会館）
  - 滋賀公演（2018年8月19日、栗東芸術文化会館さきら）
  - 和歌山公演（2018年8月26日、紀南文化会館）

- アリスインプロジェクト「続・魔銃ドナー」（2018年4月11日 - 15日、新宿村LIVE） - 陽輝楼 役
- PUPA「虹色サラウンド～SURREAL～」虹組（2018年4月21日 - 30日、下落合・TACCS1179)
- シズカ式「日本橋ドロップス～第三缶～」B メロン味チーム（2018年6月6日 - 10日、東日本橋・A-Garage）
- MODS「ハートに火をつけて」（2018年7月18日 - 22日、十条・犀の穴）
- 劇団空感演人「サヨナラダケガジンセイダ」C班（2018年9月6日 - 10日、両国・Air studio）

2019年
- 劇団ゲキジョウ!「スターダスト・インフェルノ〜End of Reboot〜」（2019年1月9日 - 14日、新宿村Live）
- 「ファミリーミュージカル『きかんしゃトーマスソドー島のたからもの』」 - ケン 役
  - 愛知公演（2019年1月26日、一宮市民会館）
  - 滋賀公演（2019年1月27日、守山市民ホール）
  - 島根公演（2019年7月6日、島根県民会館）
  - 鳥取公演（2019年7月7日、とりぎん文化会館）
  - 広島公演（2019年7月27日、三原市芸術文化センター）
  - 兵庫公演（2019年7月28日、たつの市総合文化会館）
  - 東京公演
    - （2019年8月3日、サンパール荒川）
    - （2019年8月10日、ひの煉瓦ホール）

  - 大阪公演（2019年8月11日 - 12日、森ノ宮ピロティ）
  - 三重公演（2019年8月17日、クラギ文化ホール）
  - 滋賀公演（2019年8月18日、ひこね文化プラザ）
  - 茨城公演
    - （2019年8月24日、結城市民文化センター）
    - （2019年8月25日、日立市民会館）

  - 群馬公演（2019年8月31日、富岡かぶら文化ホール）
  - 栃木公演（2019年9月1日、足利市民会館）
  - 山口公演（2019年9月7日、下関市民会館）
  - 福岡公演（2019年9月8日、サザンクス筑後）
  - 静岡公演（2019年10月6日、焼津文化会館）
  - 神奈川公演（2019年10月14日、秦野市文化会館）
  - 埼玉公演（2019年10月20日、羽生市産業文化ホール）
  - 兵庫公演（2019年11月2日、加古川市民会館）
  - 奈良公演（2019年11月3日、桜井市民会館）
  - 岡山公演（2019年11月4日、岡山市民会館）
  - 青森公演（2019年11月6日、弘前市民会館）
  - 宮城公演（2019年11月10日、仙台市民会館）

- イルカ団!「ARSENE LUPIN2e」（2019年1月29日 - 2月3日、ウッディシアター中目黒） - エディス/ソニア 役
- リアベンチ企画「イツモノコト」（2019年5月1日 - 5日、高田馬場ラビネスト） - 主演 東雲梓 役
- ナナシノ()「『祭典』〜オリンピック史上最も有名な一枚〜」（2019年6月12日 - 23日、下落合・シアター風姿花伝）
- 劇団時間制作「ほしい」（2019年9月19日 - 29日、赤坂RED/THEATER）
- 放課後ビアタイム『渋柿食べちゃいました。』「がらくた」（2019年10月11日 - 13日、ステージカフェ下北沢亭） - マシュー 役
- 劇団空感演人「シズカ式『佐藤家のぬかどこ』」B班（2019年12月13日 - 22日、両国・Air studio）

2020年
- 「ファミリーミュージカル『きかんしゃトーマスソドー島のたからもの』」 - ケン 役
  - 岩手公演
    - （2020年1月11日、一関文化センター）
    - （2020年1月12日、盛岡市民文化ホール）

  - 福島公演（2020年1月13日、けんしん郡山文化センター）
  - 愛知公演（2020年1月18日、刈谷市総合文化ホール）
  - 静岡公演（2020年1月25日、静岡市民文化センター）
  - 山梨公演（2020年1月26日、YCC県民文化ホール）

- イルカ団!「ARSENE LUPIN3e」（2020年1月28日 - 2月2日、ウッディシアター中目黒） - コンスタンス 役
- イルカ団!「GRAND GUIGNOL “La Machine”」（2020年8月26日 - 30日、新宿・シアターブラッツ） - ドルガ 役

2021年
- イルカ団!「LUEUR DORÈE “MASQUE D'OR -黄金仮面-”」（2021年1月19日 - 24日、ウッディシアター中目黒） - 大鳥不二子 役
  - 配信（2021年1月17日 - 25日、ツイキャス） 第3回江戸まちたいとう芸楽祭参加作品

- 「ファミリーミュージカル『きかんしゃトーマスソドー島のたからもの』」 - ケン 役
  - 広島公演（2022年3月26日、東広島芸術文化ホールくらら 大ホール）
  - 愛知公演（2022年6月26日、豊田市民文化会館）
  - 神奈川公演（2022年7月9日、神奈川県民ホール）

- 劇団空感演人「シズカ式『佐藤家のぬかどこ～1枚のホットケーキ～』」A班（2021年6月11日 - 20日、両国・Air studio） - 佐藤寛子 役
  - 配信（2021年6月17日 - 25日、ZAIKO）

### ネット配信
- イルカ団!＆RATATATTAT!「SLUG LINE INT THE“探偵事務所”」#5（2021年6月12日、ツイキャス） - ゲスト

### 映画
- 携帯彼氏（2009年）
- 高校デビュー（2011年）

### CM
- 総合リサイクルストア「セカンドストリート」（2008年 - 2009年）

### インターネットテレビ
- GyaOジョッキー 「超サンミュージック 〜三拍子ナイト〜」（2008年10月16日）